# محمد الشامی
محمد الشامی (عربی: محمد مصطفى أحمد الشامي؛ زادهٔ ۳۰ سپتامبر ۱۹۹۳) بازیکن فوتبال اهل مصر است.
از باشگاه‌هایی که در آن بازی کرده‌است می‌توان به باشگاه ورزشی الاهلی مصر اشاره کرد.